# 島熊山
島熊山（しまくまやま）は、大阪府豊中市緑丘2丁目にある千里丘陵の山である。千里丘陵で一番高い地点とされる場所にあり、四等三角点がある。現在は住宅化が進み、昔の姿は見られない。

## 概要
- 8世紀に西国街道が整備され、島熊山の近くを通るようになると一帯は交通要所となり、公卿や寺社領の荘園が増えていったという。万葉集の12巻、3193番に登場する由緒ある山であり、山頂付近にある豊中不動尊境内に、歌碑が立てられている[1]。また、江戸時代の地誌「摂津名所図会」にも記述がある。
- 太平洋戦争後しばらくは自然が豊かな一帯だったが、大阪府有地以外は住宅地として開発され、かつての姿をほとんど留めていない。
- 大阪府は1996年に島熊山の一角に「北部防災拠点」の建設を計画し、開発着手しようとしたが、「豊中の森島熊山を千里緑地として残す会」の尽力により、37,479人の反対署名を集めた結果、豊中市に譲渡され里山として保全されることが決まった。
- 付近一帯に須恵器片や窯壁破片を含んだ灰原が分布し、頂上近辺に島熊山窯跡があったとされ、丘陵の斜面、東側か北側にあったものと推定される。現在は緑地帯の一部として保存されている[2]。

## 交通アクセス
- 大阪高速鉄道大阪モノレール線 少路駅から徒歩約10分
- 北大阪急行電鉄 千里中央駅から徒歩約15分
  - 千里中央駅から阪急バス乗車、島熊山バス停下車すぐ。
- 大阪府道2号大阪中央環状線 島熊山北・島熊山南交差点北へすぐ。